# Вязовка (Ростовская область)
Вя́зовка — хутор в Каменском районе Ростовской области.
Входит в состав Красновского сельского поселения.

## Население
| 2010 |
| ---- |
| 29   |

## Улицы
На хуторе имеется одна улица: Луговая.